# Kwame Karikari
Kwame Amponsah Karikari (* 21. Januar 1992 in Ho) ist ein ghanaischer Fußballspieler. 

## Karriere
Karikari spielte bei International Allies FC, für den er in der zweithöchsten Spielklasse seines Heimatlandes antrat. Dort beobachteten ihn Sportchef Jens Andersson und Chefscout Björn Wesström vom schwedischen Traditionsverein AIK und holten den Stürmer kurz vor Ende der Transferperiode Ende März 2011 nach anderthalb Jahren im ghanaischen Erwachsenenbereich nach Schweden, wo er einen bis 2014 gültigen Vertrag unterschrieb. Dort ersetzte er die zu Jahresbeginn verliehenen Pontus Engblom und Yussuf Saleh als dritter Angreifer und wurde von den Medien als „Kronprinz“ für die afrikanischen Stürmer Mohamed Bangura und Ibrahim Teteh Bangura eingeschätzt. Zu Beginn der Spielzeit 2011 kam er folglich als Einwechselspieler unregelmäßig in der Allsvenskan zu vereinzelten Kurzeinsätzen. Nach einer Verletzung Mohamed Banguras feierte er schließlich im Juli im Spiel gegen Gefle IF sein Startelfdebüt. 
Im August verließ Ibrahim Bangura den Klub in Richtung Türkei, in der Folge beerbte Karikari ihn auf der Stürmerposition. Am 15. August erzielte er beim 1:0-Auswärtssieg bei IFK Norrköping mit dem spielentscheidenden Treffer sein erstes Pflichtspieltor für AIK. Bis zum Saisonende schwankte er zwischen Ersatzbank und Startelf. Kurz vor Beginn der folgenden Spielzeit verlieh ihn der Klub an den Zweitligisten Degerfors IF, in der Superettan gehörte er bis zum Ablauf der Leihfrist im Sommer zu den Stammspielern und war mit sechs Saisontoren einer der erfolgreichsten Schützen des Vereins – bis zum Saisonende überflügelten ihn vereinsintern lediglich Christopher Brandeborn und Peter Samuelsson. Anfänglich bei AIK Stammspieler und besonders beim überraschenden 2:0-Auswärtserfolg gegen ZSKA Moskau nach 0:1-Hinspielniederlage in der Play-off-Runde der UEFA Europa League 2012/13 als Torschütze zur 1:0-Führung entscheidend am Einzug in die Gruppenphase beteiligt, fand er sich am Saisonende häufiger auf der Ersatzbank wieder. Dennoch war er auch im Europapokal gegen Dnipro Dnipropetrowsk als Torschütze erfolgreich, trotz eines 1:0-Erfolges über und eines 1:1-Unentschiedens gegen den ehemaligen Europapokalsieger PSV Eindhoven verpasste er mit der Mannschaft um Martin Kayongo-Mutumba, Daniel Majstorović, Nils-Eric Johansson und Celso Borges als Gruppenletzter ein Weiterkommen im Wettbewerb.
Auch zu Beginn der Spielzeit 2013 kam Karikari bei AIK nicht über die Rolle des Ergänzungsspielers hinaus. Anfang Juli traf der Klub daher eine ab dem 22. Juli beginnende Leihvereinbarung mit dem türkischen Verein Balıkesirspor, die auch eine Kaufoption beinhaltet. Am Saisonende kehrte er trotz elf Saisontoren, mit denen er zum Aufstieg in die Süper Lig beitrug, zu seinem früheren Klub zurück. Abermals stand er jedoch nur im zweiten Glied, bis zum Jahresende bestritt er vier Partien als Einwechselspieler in der Allsvenskan-Spielzeit 2014.
Mitte Januar 2015 wechselte Karikari innerhalb der Allsvenskan zum Ligakonkurrenten Halmstads BK, bei dem er einen Zwei-Jahres-Kontrakt unterschrieb.
Für die Saison 2015/16 wurde er ein weiteres Mal von Balıkesirspor ausgeliehen. Zum Dezember 2015 verließ er den Verein wieder. Stationen der folgenden fünf Jahre waren Vereine in Norwegen, Ukraine, Katar, Aserbaidschan, den Arabischen Emiraten, Georgien, Israel, Ägypten und Usbekistan.
Im Mai 2021 wechselte er nach Thailand. Hier unterschrieb er einen Vertrag beim Nakhon Ratchasima FC. Der Verein aus Nakhon Ratchasima spielte in der ersten thailändischen Liga, der Thai League. Für Swat Cat absolvierte er 29 Erstligaspiele und schoss dabei 13 Tore. Nach der Saison wechselte er im Juli 2022 nach Indien, wo er einen Vertrag beim Chennaiyin FC unterschrieb. Im Sommer 2023 kehrte er nach Thailand zurück. Hier nahm ihn der Erstligist Police Tero FC aus der Hauptstadt Bangkok unter Vertrag. Am Ende der Saison 2023/24 belegte er mit Police Tero den 15. Tabellenplatz und musste somit in die zweite Liga absteigen. Nach 18 Ligaspielen wurde sein Vertrag nach dem Abstieg im Sommer 2024 nicht verlängert. Im Juli 2024 nahm ihn der thailändische Erstligist Nakhon Pathom United FC unter Vertrag. Nach fünf Erstligaspielen wechselte er nach der Hinrunde 2024/25 auf Leihbasis zum Bangkoker Zweitligisten Kasetsart FC. Für den Hauptstadtverein bestritt er 15 Zweitligaspiele. Hierbei erzielte er vier Treffer. Nach der Ausleihe kehrte er nach Nakhon Pathom zurück. Hier wurde sein Vertrag jedoch nicht verlängert. Anfang August 2025 nahm ihn der thailändische Drittligaaufsteiger Burapha United FC unter Vertrag. Mit dem Verein aus Ban Bueng spielt er in der Eastern Region der Liga.

## Erfolge
Balıkesirspor
- Vizemeister der TFF 1. Lig und Aufstieg in die Süper Lig: 2013/14